# Vrijesak
Vrijesak (crnjuša, lat. Erica), veliki biljni rod iz porodice vrjesovki (Ericaceae). Pripada mu preko 800 vrsta od kojih u Hrvatskoj rastu velika crnjuša (E. arborea), proljetna crnjuša (E. herbacea), primorska crnjuša (E. manipuliflora) i mnogocvjetna crnjuša (E. multiflora).
Vrsta Erica vulgaris L., u Hrvatskoj poznata kao obični vrijes, jesenski vrijes, vrijes, vrijesak i slično čini poseban rod Calluna, i sinonim je za Calluna vulgaris (L.) Hull.

## Vrste
1. Erica abbottii E.G.H.Oliv.
2. Erica abelii E.G.H.Oliv.
3. Erica abietina L.
4. Erica accommodata Klotzsch ex Benth.
5. Erica acuta Andrews
6. Erica adaequata Tausch
7. Erica adnata L.Bolus
8. Erica adunca Benth.
9. Erica aemula Guthrie & Bolus
10. Erica aestiva Markötter
11. Erica affinis Benth.
12. Erica agglutinans E.G.H.Oliv.
13. Erica aggregata J.C.Wendl.
14. Erica aghillana Guthrie & Bolus
15. Erica albens L.
16. Erica albertyniae E.G.H.Oliv.
17. Erica albescens Klotzsch ex Benth.
18. Erica albospicata Hilliard & B.L.Burtt
19. Erica alexandri Guthrie & Bolus
20. Erica alfredii Guthrie & Bolus
21. Erica algida Bolus
22. Erica alnea E.G.H.Oliv.
23. Erica alopecurus Harv.
24. Erica altevirens H.A.Baker
25. Erica alticola Guthrie & Bolus
26. Erica altiphila E.G.H.Oliv.
27. Erica amalophylla E.G.H.Oliv. & I.M.Oliv.
28. Erica amatolensis E.G.H.Oliv.
29. Erica amicorum E.G.H.Oliv.
30. Erica amidae E.G.H.Oliv.
31. Erica amoena J.C.Wendl.
32. Erica amphigena Guthrie & Bolus
33. Erica ampullacea Curtis
34. Erica andevalensis Cabezudo & J.Rivera
35. Erica andreaei Compton
36. Erica andringitrensis (H.Perrier) Dorr & E.G.H.Oliv.
37. Erica aneimena Dulfer
38. Erica anemodes E.G.H.Oliv.
39. Erica anguliger (N.E.Br.) E.G.H.Oliv.
40. Erica angulosa E.G.H.Oliv.
41. Erica annalis E.G.H.Oliv. & I.M.Oliv.
42. Erica annectens Guthrie & Bolus
43. Erica anomala Hilliard & B.L.Burtt
44. Erica arachnocalyx E.G.H.Oliv.
45. Erica arborea L.
46. Erica arborescens (Willd.) E.G.H.Oliv.
47. Erica arcuata Compton
48. Erica ardens Andrews
49. Erica arenaria L.Bolus
50. Erica areolata (N.E.Br.) E.G.H.Oliv.
51. Erica argentea Klotzsch ex Benth.
52. Erica argyraea Guthrie & Bolus
53. Erica aristata Andrews
54. Erica armandiana Dorr & E.G.H.Oliv.
55. Erica armata Klotzsch ex Benth.
56. Erica artemisioides (Klotzsch) E.G.H.Oliv.
57. Erica articularis L.
58. Erica aspalathifolia Bolus
59. Erica aspalathoides Guthrie & Bolus ex Schltr.
60. Erica astroites Guthrie & Bolus
61. Erica atherstonei Diels ex L.Guthrie & Bolus
62. Erica atricha Dulfer
63. Erica atromontana E.G.H.Oliv.
64. Erica atropurpurea Dulfer
65. Erica atrovinosa E.G.H.Oliv.
66. Erica auriculata Guthrie & Bolus
67. Erica australis L.
68. Erica austronyassana Alm & T.C.E.Fr.
69. Erica austroverna Hilliard
70. Erica autumnalis L.Bolus
71. Erica axillaris Thunb.
72. Erica axilliflora Bartl.
73. Erica azaleifolia Salisb.
74. Erica azorica Hochst. ex Seub.
75. Erica baccans L.
76. Erica bakeri T.M.Salter
77. Erica banksia Andrews
78. Erica barbigeroides E.G.H.Oliv.
79. Erica barnettiana Dorr & E.G.H.Oliv.
80. Erica baroniana Dorr & E.G.H.Oliv.
81. Erica barrydalensis L.Bolus
82. Erica bauera Andrews
83. Erica baurii Bolus
84. Erica beatricis Compton
85. Erica benguelensis (Welw. ex Engl.) E.G.H.Oliv.
86. Erica bergiana L.
87. Erica berzelioides Guthrie & Bolus
88. Erica betsileana (H.Perrier) Dorr & E.G.H.Oliv.
89. Erica bibax Salisb.
90. Erica bicolor Thunb.
91. Erica binaria E.G.H.Oliv.
92. Erica blaerioides E.G.H.Oliv.
93. Erica blancheana L.Bolus
94. Erica blandfordia Andrews
95. Erica blenna Salisb.
96. Erica blesbergensis H.A.Baker
97. Erica bodkinii Guthrie & Bolus
98. Erica bojeri Dorr & E.G.H.Oliv.
99. Erica bokkeveldia E.G.H.Oliv.
100. Erica bolusanthus E.G.H.Oliv.
101. Erica bolusiae T.M.Salter
102. Erica borboniifolia Salisb.
103. Erica bosseri Dorr
104. Erica botryoides Dulfer
105. Erica boucheri E.G.H.Oliv.
106. Erica boutonii Dorr & E.G.H.Oliv.
107. Erica brachialis Salisb.
108. Erica brachycentra Benth.
109. Erica brachyphylla (Benth.) E.G.H.Oliv.
110. Erica brachysepala Guthrie & Bolus
111. Erica bracteolaris Lam.
112. Erica bredasiana E.G.H.Oliv.
113. Erica brevicaulis Guthrie & Bolus
114. Erica brevifolia Sol. ex Salisb.
115. Erica broadleyana Andrews
116. Erica brownii E.G.H.Oliv.
117. Erica brownleeae Bolus
118. Erica bruniades L.
119. Erica bruniifolia Salisb.
120. Erica burchelliana E.G.H.Oliv.
121. Erica cabernetea E.G.H.Oliv.
122. Erica caespitosa Hilliard & B.L.Burtt
123. Erica caffra L.
124. Erica caffrorum Bolus
125. Erica calcareophila E.G.H.Oliv.
126. Erica calcicola (E.G.H.Oliv.) E.G.H.Oliv.
127. Erica caledonica A.Spreng.
128. Erica calycina L.
129. Erica cameronii L.Bolus
130. Erica campanularis Salisb.
131. Erica canaliculata Andrews
132. Erica canescens J.C.Wendl.
133. Erica capensis T.M.Salter
134. Erica capillaris Bartl.
135. Erica capitata L.
136. Erica caprina E.G.H.Oliv.
137. Erica carduifolia Salisb.
138. Erica carnea L.
139. Erica caterviflora Salisb.
140. Erica cavartica E.G.H.Oliv. & I.M.Oliv.
141. Erica cederbergensis Compton
142. Erica cedromontana E.G.H.Oliv.
143. Erica ceraria E.G.H.Oliv. & I.M.Oliv.
144. Erica cereris (Compton) E.G.H.Oliv.
145. Erica cerinthoides L.
146. Erica cernua Montin
147. Erica cerviciflora Salisb.
148. Erica cetrata E.G.H.Oliv.
149. Erica chamissonis Klotzsch ex Benth.
150. Erica chartacea Guthrie & Bolus
151. Erica chionodes E.G.H.Oliv.
152. Erica chionophila Guthrie & Bolus
153. Erica chiroptera E.G.H.Oliv.
154. Erica chlamydiflora Salisb.
155. Erica chloroloma Lindl.
156. Erica chlorosepala Benth.
157. Erica chonantha Dulfer
158. Erica chrysocodon Guthrie & Bolus
159. Erica ciliaris L.
160. Erica cincta L.Bolus
161. Erica cinerea L.
162. Erica clavisepala Guthrie & Bolus
163. Erica coacervata H.A.Baker
164. Erica coarctata J.C.Wendl.
165. Erica coccinea L.
166. Erica collina Guthrie & Bolus
167. Erica colorans Andrews
168. Erica columnaris E.G.H.Oliv.
169. Erica comata Guthrie & Bolus
170. Erica comorensis (Engl.) Dorr & E.G.H.Oliv.
171. Erica condensata Benth.
172. Erica conferta Andrews
173. Erica consobrina Guthrie & Bolus
174. Erica conspicua Aiton
175. Erica constantia Nois. ex Benth.
176. Erica cooperi Bolus
177. Erica copiosa J.C.Wendl.
178. Erica cordata Andrews
179. Erica corifolia L.
180. Erica coronanthera Compton
181. Erica corydalis Salisb.
182. Erica costatisepala H.A.Baker
183. Erica crassifolia Andrews
184. Erica crassisepala Benth.
185. Erica crateriformis Guthrie & Bolus
186. Erica cremea Dulfer
187. Erica cristata Dulfer
188. Erica cristiflora Salisb.
189. Erica croceovirens E.G.H.Oliv. & I.M.Oliv.
190. Erica crucistigmatica Dulfer
191. Erica cruenta Aiton
192. Erica cryptanthera Guthrie & Bolus
193. Erica cryptoclada (Baker) Dorr & E.G.H.Oliv.
194. Erica cubica L.
195. Erica cubitans E.G.H.Oliv.
196. Erica cumuliflora Salisb.
197. Erica cunoniensis E.G.H.Oliv.
198. Erica curtophylla Guthrie & Bolus
199. Erica curviflora L.
200. Erica curvifolia Salisb.
201. Erica curvirostris Salisb.
202. Erica curvistyla (N.E.Br.) E.G.H.Oliv.
203. Erica cuscutiformis Dulfer
204. Erica cyathiformis Salisb.
205. Erica cygnea T.M.Salter
206. Erica cylindrica Thunb.
207. Erica cymosa E.Mey. ex Benth.
208. Erica cyrilliflora Salisb.
209. Erica danguyana (H.Perrier) Dorr & E.G.H.Oliv.
210. Erica daphniflora Salisb.
211. Erica debilis Guthrie & Bolus
212. Erica deflexa Sinclair
213. Erica deliciosa H.L.Wendl. ex Benth.
214. Erica demissa Klotzsch ex Benth.
215. Erica densata Dorr & E.G.H.Oliv.
216. Erica densifolia Willd.
217. Erica denticulata L.
218. Erica depressa L.
219. Erica desmantha Benth.
220. Erica dianthifolia Salisb.
221. Erica diaphana Spreng.
222. Erica dilatata H.L.Wendl. ex Benth.
223. Erica diosmifolia Salisb.
224. Erica diotiflora Salisb.
225. Erica discolor Andrews
226. Erica dispar (N.E.Br.) E.G.H.Oliv.
227. Erica dissimulans Hilliard & B.L.Burtt
228. Erica distorta Bartl.
229. Erica dodii Guthrie & Bolus
230. Erica dolfiana E.G.H.Oliv.
231. Erica doliiformis Salisb.
232. Erica dominans Killick
233. Erica dracomontana E.G.H.Oliv.
234. Erica drakensbergensis Guthrie & Bolus
235. Erica dregei E.G.H.Oliv.
236. Erica dulcis L.Bolus
237. Erica dysantha Benth.
238. Erica ebracteata Bolus
239. Erica eburnea T.M.Salter
240. Erica ecklonii E.G.H.Oliv.
241. Erica eglandulosa (Klotzsch) E.G.H.Oliv.
242. Erica elimensis L.Bolus
243. Erica ellipticiflora Dulfer
244. Erica elsieana (E.G.H.Oliv.) E.G.H.Oliv.
245. Erica embothriifolia Salisb.
246. Erica empetrina L.
247. Erica equisetifolia Salisb.
248. Erica erasmia Dulfer
249. Erica eremioides (MacOwan) E.G.H.Oliv.
250. Erica ericoides (L.) E.G.H.Oliv.
251. Erica erigena R.Ross
252. Erica erinus (Klotzsch ex Benth.) E.G.H.Oliv.
253. Erica eriocephala Lam.
254. Erica eriocodon Bolus
255. Erica eriophoros Guthrie & Bolus
256. Erica esterhuyseniae Compton
257. Erica esteriana E.G.H.Oliv.
258. Erica ethelae L.Bolus
259. Erica eugenea Dulfer
260. Erica euryphylla R.C.Turner
261. Erica eustacei L.Bolus
262. Erica evansii (N.E.Br.) E.G.H.Oliv.
263. Erica excavata L.Bolus
264. Erica exleeana E.G.H.Oliv.
265. Erica extrusa Compton
266. Erica fairii Bolus
267. Erica fascicularis L.f.
268. Erica fastigiata L.
269. Erica fausta Salisb.
270. Erica feminarum E.G.H.Oliv.
271. Erica ferrea P.J.Bergius
272. Erica filago (Alm & T.C.E.Fr.) Beentje
273. Erica filamentosa Andrews
274. Erica filialis E.G.H.Oliv.
275. Erica filiformis Salisb.
276. Erica filipendula Benth.
277. Erica fimbriata Andrews
278. Erica flacca E.Mey. ex Benth.
279. Erica flaccida Link
280. Erica flanaganii Bolus
281. Erica flavicoma Bartl.
282. Erica × flavisepala Guthrie & Bolus
283. Erica flexicaulis Dryand.
284. Erica flexistyla E.G.H.Oliv.
285. Erica floccifera Zahlbr.
286. Erica flocciflora Benth.
287. Erica florifera (Compton) E.G.H.Oliv.
288. Erica foliacea Andrews
289. Erica fontana L.Bolus
290. Erica × fontensis T.M.Salter
291. Erica formosa Thunb.
292. Erica forsteri Dulfer
293. Erica frigida Bolus
294. Erica fuscescens (Klotzsch) E.G.H.Oliv.
295. Erica galgebergensis H.A.Baker
296. Erica galioides Lam.
297. Erica galpinii T.M.Salter
298. Erica garciae E.G.H.Oliv.
299. Erica genistifolia Salisb.
300. Erica georgica Guthrie & Bolus
301. Erica gerhardii E.G.H.Oliv. & I.M.Oliv.
302. Erica gibbosa Klotzsch ex Benth.
303. Erica gigantea Klotzsch ex Benth.
304. Erica gillii Benth.
305. Erica glabella Thunb.
306. Erica glabra Thunb.
307. Erica glabripes L.Bolus
308. Erica glandulifera Klotzsch
309. Erica glandulipila Compton
310. Erica glandulosa Thunb.
311. Erica glaphyra Killick
312. Erica glauca Andrews
313. Erica globiceps (N.E.Br.) E.G.H.Oliv.
314. Erica globulifera Dulfer
315. Erica glomiflora Salisb.
316. Erica glumiflora Klotzsch ex Benth.
317. Erica glutinosa P.J.Bergius
318. Erica gnaphaloides L.
319. Erica goatcheriana L.Bolus
320. Erica gossypioides E.G.H.Oliv.
321. Erica goudotiana (Klotzsch) Dorr & E.G.H.Oliv.
322. Erica gracilipes Guthrie & Bolus
323. Erica gracilis J.C.Wendl.
324. Erica grandiflora L.f.
325. Erica granulatifolia H.A.Baker
326. Erica granulosa H.A.Baker
327. Erica grata Guthrie & Bolus
328. Erica greyii Guthrie & Bolus
329. Erica grisbrookii Guthrie & Bolus
330. Erica guthriei Bolus
331. Erica gysbertii Guthrie & Bolus
332. Erica haemastoma J.C.Wendl.
333. Erica haematocodon T.M.Salter
334. Erica haematosiphon Guthrie & Bolus
335. Erica halicacaba L.
336. Erica hameriana L.Bolus
337. Erica hanekomii E.G.H.Oliv.
338. Erica hansfordii E.G.H.Oliv.
339. Erica harveiana Guthrie & Bolus
340. Erica hebdomadalis E.G.H.Oliv. & I.M.Oliv.
341. Erica hebecalyx Benth.
342. Erica hebeclada Dorr & E.G.H.Oliv.
343. Erica heleogena T.M.Salter
344. Erica heliophila Guthrie & Bolus
345. Erica hendricksei H.A.Baker
346. Erica hermani E.G.H.Oliv.
347. Erica heterophylla Guthrie & Bolus
348. Erica hexandra (S.Moore) E.G.H.Oliv.
349. Erica hexensis E.G.H.Oliv.
350. Erica hibbertia Andrews
351. Erica hillburttii (E.G.H.Oliv.) E.G.H.Oliv.
352. Erica hippurus Compton
353. Erica hirta Thunb.
354. Erica hirtiflora Curtis
355. Erica hispidula L.
356. Erica hispiduloides E.G.H.Oliv.
357. Erica holosericea Salisb.
358. Erica holtii Schweick.
359. Erica hottentotica E.G.H.Oliv.
360. Erica humansdorpensis Compton
361. Erica humbertii (H.Perrier) Dorr & E.G.H.Oliv.
362. Erica humidicola E.G.H.Oliv.
363. Erica humifusa Hibberd ex Salisb.
364. Erica ibityensis (H.Perrier) Dorr & E.G.H.Oliv.
365. Erica ignita E.G.H.Oliv.
366. Erica imbricata L.
367. Erica imerinensis (H.Perrier) Dorr & E.G.H.Oliv.
368. Erica inamoena Dulfer
369. Erica incarnata Thunb.
370. Erica inclusa H.L.Wendl. ex Benth.
371. Erica inconstans Zahlbr.
372. Erica inflata Thunb.
373. Erica inflaticalyx E.G.H.Oliv.
374. Erica infundibuliformis Andrews
375. Erica ingeana E.G.H.Oliv.
376. Erica innovans E.G.H.Oliv.
377. Erica inops Bolus
378. Erica inordinata H.A.Baker
379. Erica insignis E.G.H.Oliv.
380. Erica insolitanthera H.A.Baker
381. Erica intermedia Klotzsch ex Benth.
382. Erica interrupta (N.E.Br.) E.G.H.Oliv.
383. Erica intervallaris Salisb.
384. Erica intonsa L.Bolus
385. Erica intricata H.A.Baker
386. Erica involucrata Klotzsch ex Benth.
387. Erica involvens Benth.
388. Erica ioniana E.G.H.Oliv.
389. Erica irbyana Andrews
390. Erica irregularis Benth.
391. Erica irrorata Guthrie & Bolus
392. Erica isaloensis (H.Perrier) Dorr & E.G.H.Oliv.
393. Erica ixanthera Benth.
394. Erica jacksoniana H.A.Baker
395. Erica jananthus E.G.H.Oliv. & I.M.Oliv.
396. Erica jasminiflora Salisb.
397. Erica jeppei L.Bolus
398. Erica johnstoniana Britten
399. Erica jonasiana E.G.H.Oliv.
400. Erica jugicola E.G.H.Oliv. & I.M.Oliv.
401. Erica jumellei (H.Perrier) Dorr & E.G.H.Oliv.
402. Erica juniperina E.G.H.Oliv.
403. Erica junonia Bolus
404. Erica kammanassieae E.G.H.Oliv.
405. Erica karooica E.G.H.Oliv.
406. Erica karwyderi E.G.H.Oliv.
407. Erica keeromsbergensis H.A.Baker
408. Erica keetii L.Bolus
409. Erica kingaensis Engl.
410. Erica kirstenii E.G.H.Oliv.
411. Erica klotzschii (Alm & T.C.E.Fr.) E.G.H.Oliv.
412. Erica kogelbergensis E.G.H.Oliv.
413. Erica kougabergensis H.A.Baker
414. Erica kraussiana Klotzsch ex Walp.
415. Erica krugeri E.G.H.Oliv.
416. Erica labialis Salisb.
417. Erica lachnaeoides G.Don
418. Erica lachneifolia Salisb.
419. Erica laeta Bartl.
420. Erica laevigata Bartl.
421. Erica lageniformis Salisb.
422. Erica lananthera L.Bolus
423. Erica lanceolifera S.Moore
424. Erica langebergensis H.A.Baker
425. Erica lanipes Guthrie & Bolus
426. Erica lanuginosa Andrews
427. Erica lasciva Salisb.
428. Erica lasiocarpa Guthrie & Bolus
429. Erica lateralis Willd.
430. Erica lateriflora E.G.H.Oliv.
431. Erica latiflora L.Bolus
432. Erica latifolia Andrews
433. Erica latituba L.Bolus
434. Erica lavandulifolia Salisb.
435. Erica lawsonia Andrews
436. Erica lecomtei (H.Perrier) Dorr & E.G.H.Oliv.
437. Erica lehmannii Klotzsch ex Benth.
438. Erica lepidota Rach
439. Erica leptantha Dulfer
440. Erica leptoclada Van Heurck & Müll.Arg.
441. Erica leptopus Benth.
442. Erica lerouxiae Bolus
443. Erica leucantha Link
444. Erica leucanthera L.f.
445. Erica leucoclada (Baker) Dorr & E.G.H.Oliv.
446. Erica leucodesmia Benth.
447. Erica leucopelta Tausch
448. Erica leucosiphon L.Bolus
449. Erica leucotrachela H.A.Baker
450. Erica lignosa H.A.Baker
451. Erica limnophila E.G.H.Oliv.
452. Erica limosa L.Bolus
453. Erica lithophila E.G.H.Oliv. & I.M.Oliv.
454. Erica loganii Compton
455. Erica longiaristata Benth.
456. Erica longimontana E.G.H.Oliv.
457. Erica longipedunculata G.Lodd.
458. Erica longistyla L.Bolus
459. Erica lowryensis Bolus
460. Erica lucida Salisb.
461. Erica lusitanica Rudolphi
462. Erica lutea P.J.Bergius
463. Erica lyallii Dorr & E.G.H.Oliv.
464. Erica lycopodiastrum Lam.
465. Erica macilenta Guthrie & Bolus
466. Erica mackayana Bab.
467. Erica macowanii Cufino
468. Erica macrocalyx (Baker) Dorr & E.G.H.Oliv.
469. Erica macroloma Benth.
470. Erica macrophylla Klotzsch ex Benth.
471. Erica macrotrema Guthrie & Bolus
472. Erica madagascariensis (H.Perrier) Dorr & E.G.H.Oliv.
473. Erica maderensis (Benth.) Bornm.
474. Erica maderi Guthrie & Bolus
475. Erica madida E.G.H.Oliv.
476. Erica maesta Bolus
477. Erica mafiensis (Engl.) Dorr
478. Erica magistrati E.G.H.Oliv.
479. Erica magnisylvae E.G.H.Oliv.
480. Erica malmesburiensis E.G.H.Oliv.
481. Erica mammosa L.
482. Erica manifesta Compton
483. Erica manipuliflora Salisb.
484. Erica mannii (Hook.f.) Beentje
485. Erica margaritacea Aiton
486. Erica marifolia Aiton
487. Erica maritima Guthrie & Bolus
488. Erica marlothii Bolus
489. Erica marojejyensis Dorr
490. Erica massonii L.f.
491. Erica mauritanica L.
492. Erica mauritiensis E.G.H.Oliv.
493. Erica maximiliani Guthrie & Bolus ex Schltr.
494. Erica media Klotzsch ex Benth.
495. Erica melanacme Guthrie & Bolus
496. Erica melanomontana E.G.H.Oliv.
497. Erica melanthera L.
498. Erica melastoma Andrews
499. Erica merxmuelleri Dulfer
500. Erica micrandra Guthrie & Bolus
501. Erica microcodon Guthrie & Bolus
502. Erica microdonta (C.H.Wright) E.G.H.Oliv.
503. Erica milanjiana Bolus
504. Erica miniscula E.G.H.Oliv.
505. Erica minutifolia (Baker) Dorr & E.G.H.Oliv.
506. Erica minutissima Klotzsch ex Benth.
507. Erica mira Klotzsch ex Benth.
508. Erica mitchelliensis Dulfer
509. Erica modesta Salisb.
510. Erica mollis Andrews
511. Erica monadelphia Andrews
512. Erica monantha Compton
513. Erica monsoniana L.f.
514. Erica montis-hominis E.G.H.Oliv.
515. Erica mucronata Andrews
516. Erica muirii L.Bolus
517. Erica multiflexuosa E.G.H.Oliv.
518. Erica multiflora L.
519. Erica multumbellifera P.J.Bergius
520. Erica mundii Guthrie & Bolus
521. Erica muscari Andrews
522. Erica muscosa (Aiton) E.G.H.Oliv.
523. Erica myriadenia (Baker) Dorr & E.G.H.Oliv.
524. Erica myriocodon Guthrie & Bolus
525. Erica nabea Guthrie & Bolus
526. Erica nana Salisb.
527. Erica natalensis Dulfer
528. Erica natalitia Bolus
529. Erica navigatoris E.G.H.Oliv.
530. Erica × nelsonii Fagúndez
531. Erica nematophylla Guthrie & Bolus
532. Erica nemorosa Klotzsch ex Benth.
533. Erica nervata Guthrie & Bolus
534. Erica nevillei L.Bolus
535. Erica newdigatei Dulfer
536. Erica nidularia G.Lodd.
537. Erica nigrimontana Guthrie & Bolus
538. Erica nivalis Andrews
539. Erica nivea Sinclair
540. Erica niveniana E.G.H.Oliv.
541. Erica notholeeana (E.G.H.Oliv.) E.G.H.Oliv.
542. Erica nubigena Bolus
543. Erica nudiflora L.
544. Erica numidica (Maire) Romo & Borat.
545. Erica nutans J.C.Wendl.
546. Erica nyassana (Alm & T.C.E.Fr.) E.G.H.Oliv.
547. Erica oakesiorum E.G.H.Oliv.
548. Erica oatesii Rolfe
549. Erica obconica H.A.Baker
550. Erica obliqua Aiton
551. Erica oblongiflora Benth.
552. Erica obtusata Klotzsch ex Benth.
553. Erica occulta E.G.H.Oliv.
554. Erica ocellata Guthrie & Bolus
555. Erica octonaria L.Bolus
556. Erica odorata Andrews
557. Erica oligantha Guthrie & Bolus
558. Erica oliveri H.A.Baker
559. Erica omninoglabra H.A.Baker
560. Erica onusta Guthrie & Bolus
561. Erica oophylla Benth.
562. Erica opulenta (J.C.Wendl. ex Klotzsch) Benth.
563. Erica orculiflora Dulfer
564. Erica oreina Dulfer
565. Erica oreophila Guthrie & Bolus
566. Erica oreotragus E.G.H.Oliv.
567. Erica oresigena Bolus
568. Erica orientalis R.A.Dyer
569. Erica orthiocola E.G.H.Oliv.
570. Erica ostiaria Compton
571. Erica outeniquae (Compton) E.G.H.Oliv.
572. Erica ovina Klotzsch ex Benth.
573. Erica oxyandra Guthrie & Bolus
574. Erica oxycoccifolia Salisb.
575. Erica oxysepala Guthrie & Bolus
576. Erica pageana L.Bolus
577. Erica palliiflora Salisb.
578. Erica paludicola L.Bolus
579. Erica paniculata L.
580. Erica pannosa Salisb.
581. Erica papyracea Guthrie & Bolus
582. Erica parilis Salisb.
583. Erica parkeri (Baker) Dorr & E.G.H.Oliv.
584. Erica parviflora L.
585. Erica parviporandra E.G.H.Oliv.
586. Erica passerina Montin
587. Erica passerinoides (Bolus) E.G.H.Oliv.
588. Erica patens Andrews
589. Erica patersonia Andrews
590. Erica paucifolia (J.C.Wendl.) E.G.H.Oliv.
591. Erica pauciovulata H.A.Baker
592. Erica pearsoniana L.Bolus
593. Erica pectinifolia Salisb.
594. Erica pellucida Sol. ex Salisb.
595. Erica peltata Andrews
596. Erica penduliflora E.G.H.Oliv.
597. Erica penicilliformis Salisb.
598. Erica perhispida Dorr & E.G.H.Oliv.
599. Erica perlata Sinclair
600. Erica permutata Dulfer
601. Erica perplexa E.G.H.Oliv.
602. Erica perrieri Dorr & E.G.H.Oliv.
603. Erica perspicua J.C.Wendl.
604. Erica petiolaris Lam.
605. Erica petraea Benth.
606. Erica petricola E.G.H.Oliv.
607. Erica petrophila L.Bolus
608. Erica petrusiana E.G.H.Oliv. & I.M.Oliv.
609. Erica phacelanthera E.G.H.Oliv.
610. Erica phaeocarpa E.G.H.Oliv.
611. Erica philippioides Compton
612. Erica phillipsii L.Bolus
613. Erica physantha Benth.
614. Erica physodes L.
615. Erica physophylla Benth.
616. Erica pilaarkopensis H.A.Baker
617. Erica pillansii Bolus
618. Erica pilosiflora E.G.H.Oliv.
619. Erica pilulifera L.
620. Erica pinea Thunb.
621. Erica piquetbergensis (N.E.Br.) E.G.H.Oliv.
622. Erica placentiflora Salisb.
623. Erica planifolia L.
624. Erica platycalyx E.G.H.Oliv.
625. Erica platycodon (Webb & Berthel.) Rivas Mart. & al.
626. Erica pleiotricha S.Moore
627. Erica plena L.Bolus
628. Erica plukenetii L.
629. Erica plumigera Bartl.
630. Erica plumosa Thunb.
631. Erica podophylla Benth.
632. Erica pogonanthera Bartl.
633. Erica polifolia Salisb. ex Benth.
634. Erica polycoma Benth.
635. Erica portenschlagiana Dulfer
636. Erica praenitens Tausch
637. Erica priori Guthrie & Bolus
638. Erica procaviana (E.G.H.Oliv.) E.G.H.Oliv.
639. Erica prolata E.G.H.Oliv. & I.M.Oliv.
640. Erica propendens Andrews
641. Erica propinqua Guthrie & Bolus
642. Erica pseudocalycina Compton
643. Erica psittacina E.G.H.Oliv. & I.M.Oliv.
644. Erica puberuliflora E.G.H.Oliv.
645. Erica pubescens L.
646. Erica pubigera Salisb.
647. Erica pudens H.A.Baker
648. Erica pulchella Houtt.
649. Erica pulchelliflora E.G.H.Oliv.
650. Erica pulvinata Guthrie & Bolus
651. Erica pumila Andrews
652. Erica purgatoriensis H.A.Baker
653. Erica pycnantha Benth.
654. Erica pyramidalis Aiton
655. Erica pyxidiflora Salisb.
656. Erica quadrangularis Salisb.
657. Erica quadratiflora (H.Perrier) Dorr & E.G.H.Oliv.
658. Erica quadrifida (Benth.) E.G.H.Oliv.
659. Erica quadrisulcata L.Bolus
660. Erica racemosa Thunb.
661. Erica radicans (L.Guthrie) E.G.H.Oliv.
662. Erica rakotozafyana Dorr & E.G.H.Oliv.
663. Erica recta Bolus
664. Erica recurvata Andrews
665. Erica recurvifolia E.G.H.Oliv.
666. Erica reenensis Zahlbr.
667. Erica regerminans L.
668. Erica regia Bartl.
669. Erica rehmii Dulfer
670. Erica remota (N.E.Br.) E.G.H.Oliv.
671. Erica retorta L.f.
672. Erica reunionensis E.G.H.Oliv.
673. Erica revoluta (Bolus) L.E.Davidson
674. Erica rhodantha Guthrie & Bolus
675. Erica rhodopis (Bolus) Bolus
676. Erica rhopalantha Dulfer
677. Erica ribisaria Guthrie & Bolus
678. Erica richardii E.G.H.Oliv.
679. Erica rigidula (N.E.Br.) E.G.H.Oliv.
680. Erica rimarum E.G.H.Oliv.
681. Erica riparia H.A.Baker
682. Erica rivularis L.E.Davidson
683. Erica robynsiana Spirlet
684. Erica rosacea (L.Guthrie) E.G.H.Oliv.
685. Erica roseoloba E.G.H.Oliv.
686. Erica rubens Thunb.
687. Erica rubiginosa Dulfer
688. Erica rudolfii Bolus
689. Erica rufescens Klotzsch
690. Erica rugata E.G.H.Oliv.
691. Erica rupicola Klotzsch
692. Erica russakiana E.G.H.Oliv.
693. Erica rusticula E.G.H.Oliv.
694. Erica sacciflora Salisb.
695. Erica sagittata Klotzsch ex Benth.
696. Erica salax Salisb.
697. Erica salicina E.G.H.Oliv.
698. Erica salteri L.Bolus
699. Erica saptouensis E.G.H.Oliv.
700. Erica savilea Andrews
701. Erica saxicola Guthrie & Bolus
702. Erica saxigena Dulfer
703. Erica scabriuscula Link
704. Erica schelpeorum E.G.H.Oliv. & I.M.Oliv.
705. Erica schlechteri Bolus
706. Erica schmidtii Dulfer
707. Erica schumannii E.G.H.Oliv.
708. Erica scoparia L.
709. Erica scytophylla Guthrie & Bolus
710. Erica selaginifolia Salisb.
711. Erica senilis Klotzsch ex Benth.
712. Erica seriphiifolia Salisb.
713. Erica serrata Thunb.
714. Erica sessiliflora L.f.
715. Erica setacea Andrews
716. Erica setociliata H.A.Baker
717. Erica setosa Bartl.
718. Erica setulosa Benth.
719. Erica sexfaria Aiton
720. Erica shannonea Andrews
721. Erica sicifolia Salisb.
722. Erica sicula Guss.
723. Erica silvatica (Welw. ex Engl.) Beentje
724. Erica simii (S.Moore) E.G.H.Oliv.
725. Erica similis (N.E.Br.) E.G.H.Oliv.
726. Erica sitiens Klotzsch
727. Erica situshiemalis E.G.H.Oliv. & Pirie
728. Erica sociorum L.Bolus
729. Erica solandra Andrews
730. Erica sonderiana Guthrie & Bolus
731. Erica sonora Compton
732. Erica sparrmanni L.f.
733. Erica sparsa Sinclair
734. Erica spectabilis Klotzsch ex Benth.
735. Erica sperata E.G.H.Oliv.
736. Erica sphaerocephala J.C.Wendl. ex Benth.
737. Erica spiculifolia Salisb.
738. Erica spinifera (H.Perrier) Dorr & E.G.H.Oliv.
739. Erica spumosa L.
740. Erica squarrosa Salisb.
741. Erica stagnalis Salisb.
742. Erica steinbergiana H.L.Wendl. ex Klotzsch
743. Erica stenantha Klotzsch ex Benth.
744. Erica stokoeanthus E.G.H.Oliv.
745. Erica stokoei L.Bolus
746. Erica straminea J.C.Wendl.
747. Erica straussiana Gilg
748. Erica strigilifolia Salisb.
749. Erica strigosa Aiton
750. Erica × stuartii (Macfarl.) Mast.
751. Erica stylaris Spreng.
752. Erica subcapitata (N.E.Br.) E.G.H.Oliv.
753. Erica subdivaricata P.J.Bergius
754. Erica subimbricata Compton
755. Erica subterminalis Klotzsch ex Benth.
756. Erica subulata J.C.Wendl.
757. Erica subverticillaris Diels ex L.Guthrie & Bolus
758. Erica suffulta J.C.Wendl. ex Benth.
759. Erica swaziensis E.G.H.Oliv.
760. Erica sylvainiana Dorr & E.G.H.Oliv.
761. Erica symonsii L.Bolus
762. Erica syngenesia Compton
763. Erica tarantulae E.G.H.Oliv.
764. Erica taxifolia Dryand.
765. Erica taylorii E.G.H.Oliv.
766. Erica tegulifolia Salisb.
767. Erica tenella Andrews
768. Erica tenuicaulis Klotzsch ex Benth.
769. Erica tenuifolia L.
770. Erica tenuipes Guthrie & Bolus
771. Erica tenuis Salisb.
772. Erica terminalis Salisb.
773. Erica terniflora E.G.H.Oliv.
774. Erica tetragona L.f.
775. Erica tetralix L.
776. Erica tetrathecoides Benth.
777. Erica thamnoides E.G.H.Oliv.
778. Erica thimifolia J.C.Wendl.
779. Erica thodei Guthrie & Bolus
780. Erica thomae L.Bolus
781. Erica thomensis (Henriq.) Dorr & E.G.H.Oliv.
782. Erica thunbergii Montin
783. Erica tomentosa Salisb.
784. Erica toringbergensis H.A.Baker
785. Erica totta Thunb.
786. Erica tradouwensis Compton
787. Erica tragomontana R.C.Turner
788. Erica tragulifera Salisb.
789. Erica triceps Link
790. Erica trichadenia Bolus
791. Erica trichoclada Guthrie & Bolus
792. Erica trichophora Benth.
793. Erica trichophylla Benth.
794. Erica trichostigma T.M.Salter
795. Erica trichroma Benth.
796. Erica triflora L.
797. Erica trimera (Engl.) Beentje
798. Erica triphylla Link
799. Erica tristis Bartl.
800. Erica trivialis Klotzsch ex Benth.
801. Erica truncata L.Bolus
802. Erica tubercularis Salisb.
803. Erica tumida Ker Gawl.
804. Erica turbiniflora Salisb.
805. Erica turgida Salisb.
806. Erica turmalis Salisb.
807. Erica turneri E.G.H.Oliv.
808. Erica turrisbabylonica H.A.Baker
809. Erica tysonii Bolus
810. Erica uberiflora E.G.H.Oliv.
811. Erica umbellata L.
812. Erica umbelliflora Klotzsch ex Benth.
813. Erica umbonata Compton
814. Erica umbratica E.G.H.Oliv. & I.M.Oliv.
815. Erica unicolor J.C.Wendl.
816. Erica unilateralis Klotzsch ex Benth.
817. Erica urceolata (Klotzsch) E.G.H.Oliv.
818. Erica urna-viridis Bolus
819. Erica ustulescens Guthrie & Bolus
820. Erica utriculosa L.Bolus
821. Erica uysii H.A.Baker
822. Erica vagans L.
823. Erica valida H.A.Baker
824. Erica vallis-aranearum E.G.H.Oliv.
825. Erica vallis-fluminis E.G.H.Oliv.
826. Erica vallis-gratiae Guthrie & Bolus
827. Erica vanheurckii Müll.Arg.
828. Erica varderi L.Bolus
829. Erica × veitchii Bean
830. Erica velatiflora E.G.H.Oliv.
831. Erica velitaris Salisb.
832. Erica ventricosa Thunb.
833. Erica venustiflora E.G.H.Oliv.
834. Erica verecunda Salisb.
835. Erica vernicosa E.G.H.Oliv.
836. Erica versicolor Andrews
837. Erica verticillata P.J.Bergius
838. Erica vestita Thunb.
839. Erica viguieri (H.Perrier) Dorr & E.G.H.Oliv.
840. Erica villosa Andrews
841. Erica × vinacea L.Bolus
842. Erica virginalis Klotzsch ex Benth.
843. Erica viridiflora Andrews
844. Erica viridimontana E.G.H.Oliv. & I.M.Oliv.
845. Erica viscaria L.
846. Erica viscosissima E.G.H.Oliv.
847. Erica vlokii E.G.H.Oliv.
848. Erica vogelpoelii H.A.Baker
849. Erica walkeria Andrews
850. Erica wangfatiana Dorr & E.G.H.Oliv.
851. Erica × watsonii Benth.
852. Erica wendlandiana Klotzsch
853. Erica whyteana Britten
854. Erica wildii Brenan
855. Erica × williamsii Druce
856. Erica williamsiorum E.G.H.Oliv.
857. Erica winteri H.A.Baker
858. Erica wittebergensis Dulfer
859. Erica woodii Bolus
860. Erica wyliei Bolus
861. Erica xanthina Guthrie & Bolus
862. Erica xeranthemifolia Salisb.
863. Erica zebrensis Compton
864. Erica zeyheriana (Klotzsch) E.G.H.Oliv.
865. Erica zitzikammensis Dulfer
866. Erica zwartbergensis Bolus

## Popis sinonima roda Erica
1. Acrostemon Klotzsch
2. Anomalanthus Klotzsch
3. Apogandrum Neck.
4. Arachnocalyx Compton
5. Arsace Fourr.
6. Blaeria L.
7. Bruckenthalia Rchb.
8. Callista D.Don
9. Ceramia D.Don
10. Chlorocodon Fourr.
11. Chona D.Don
12. Coccosperma Klotzsch
13. Codonanthemum Klotzsch
14. Coilostigma Klotzsch
15. Comacephalus Klotzsch
16. Dasyanthes D.Don
17. Desmia D.Don
18. Ectasis D.Don
19. Eleutherostemon Klotzsch
20. Eremia D.Don
21. Eremiella Compton
22. Eremiopsis N.E.Br.
23. Eremocallis Salisb. ex Gray
24. Ericinella Klotzsch
25. Ericodes Kuntze
26. Ericoides Heist. ex Fabr.
27. Eriodesmia D.Don
28. Eurylepis D.Don
29. Euryloma D.Don
30. Eurystegia D.Don
31. Finckea Klotzsch
32. Grisebachia Klotzsch
33. Gypsocallis Salisb. ex Gray
34. Hexastemon Klotzsch
35. Kolbia Adans.
36. Lagenocarpus Klotzsch
37. Lamprotis D.Don
38. Lepterica N.E.Br.
39. Lophandra D.Don
40. Lopherina Neck. ex A.Juss.
41. Macnabia Benth. ex Endl.
42. Macrolinum Klotzsch
43. Microtrema Klotzsch
44. Mitrastylus Alm & T.C.E.Fr.
45. Nabea Lehm. ex Klotzsch
46. Nagelocarpus Bullock
47. Octogonia Klotzsch
48. Octopera D.Don
49. Omphalocaryon Klotzsch
50. Pachycalyx Klotzsch
51. Pachysa D.Don
52. Pentapera Klotzsch
53. Philippia Klotzsch
54. Platycalyx N.E.Br.
55. Salaxis Salisb.
56. Scyphogyne Decne.
57. Simocheilus Klotzsch
58. Stokoeanthus E.G.H.Oliv.
59. Sympieza Licht. ex Roem. & Schult.
60. Syndesmanthus Klotzsch
61. Syringodea D.Don
62. Tetralix Zinn
63. Thamnium Klotzsch
64. Thamnus Klotzsch
65. Thoracosperma Klotzsch
66. Tristemon Klotzsch

## Vanjske poveznice
|  | Zajednički poslužitelj ima još gradiva o temi Erica |
|  | Wikivrste imaju podatke o taksonu Erica             |